# Bideford
Bideford är en stad och civil parish i Torridge i Devon i England. Orten har 16 610 invånare (2011). Byn nämndes i Domedagsboken (Domesday Book) år 1086, och kallades då Bedeford/Bediforda.